# Ho Che Anderson
Pour les articles homonymes, voir Anderson.
Ho Che Anderson (né en 1969 à Londres) est un auteur de bande dessinée canadien. Auteur d'une biographie remarquée de Martin Luther King, Jr., il travaille principalement pour Fantagraphics.
En décembre 2021, il est ajouté au temple de la renommée de la bande dessinée canadienne par le jury des prix Joe-Shuster.

## Œuvres publiées
- Doe, dans Deadline USA n°1991-1 à 1992-3, Dark Horse Comics, 1991-1992.
- King, Fantagraphics, 3 volumes, 1993-2002.
  - King. A Comics Biography. The Special Edition, Fantagraphics, 2010.
- Wise Son: The White Wolf n°1-4, DC Comics, 1996-1997.
- Pop Life n°1-4 (avec Wilfred Santiago), Fantagraphics, 1998-2000.
- Young Hoods in Love, Fantagraphics, 1995.
- I Want to Be Your Dog, Eros Comix, 1997.
- Scream Queen, Fantagraphics, 2005.
- Sanf & Fury. A Scream Queen Adventure, Fantagraphics, 2012.

## Œuvres traduites en français
- King. La Biographie non officielle de Martin Luther King, Emmanuel Proust, coll. « Atmosphères », 3 volumes, 2003-2004[2].

### Documentation
- (en) Ho Che Anderson et Howard Chaykin, « Conversation: Howard Chaykin & Ho Che Anderson », The Comics Journal, Fantagraphics Books, no 300,‎ novembre 2009, p. 124-143 (ISBN 978-1-60699-187-9, ISSN 0194-7869).
- (en) Qiana J. Whitted, « King: A Comics Biography of Martin Luther King, Jr. », dans M. Keith Booker (dir.), Encyclopedia of Comic Books and Graphic Novels, Santa Barbara, Grenwood, 2010, xxii-xix-763 (ISBN 9780313357466), p. 348-350.